# Acipenser oxyrinchus
Acipenser oxyrinchus vrsta je jesetre iz roda Acipenser. Poznata je po ikri od koje se radi kavijar te po cijenjenom mesu.

## Rasprostranjenost
Acipenser oxyrinchus naseljava obalna područja Istočne obale SAD-a i Kanade te rijeke atlantskog slijeva. Također naseljava i Meksički zaljev.
Od većih rijeka naseljava Mississippi, Suwanee, Saint Lawrence i Rio Grande.
U Europi je naseljavala Baltičko more i jezera Ladoga i Onega, ali je danas izumrla.

### Podvrste
Postoje dvije podvrste vrste Acipenser oxyrinchus:
- A. oxyrinchus oxyrinchus, na području obale Atlantskog oceana, od Labradora do istočne Floride
- A. oxyrinchus desotoi na području Meksičkog zaljeva i rijeka njegovog slijeva sve do južne Floride[1]

## Opis vrste
A. oxyrinchus može narasti do 4.3 m u dužinu, te postići masu od 368 kg, no u prosjeku postižu dužinu od oko 2 metra.
Anadromna je vrsta. Mrijesti se u rijekama od veljače do srpnja. Vrijeme početka mriještenja ovisi o temperaturi vode koja mora biti između 13° i 18°C. Mužjaci postaju spolno zreli sa 6-10 godina, a ženke s 10-20.
Nakon mriještenja se vraćaju u ocean i obitavaju u bočatim vodama estuarija velikih rijeka na dubinama do 50 metara.
Životni je vijek ove vrste 60 godina.

## Ugroženost i zaštita
A. oxyrichus smatra se vrstom sa smanjenim rizikom (eng. least concern) od ugroženosti.
Vrsta je dovedena do ugroženosti krajem 19. stoljeća zbog pretjeranog izlova, koji je danas zabranjen u SAD-u, a kontroliran u Kanadi. Najveća prijetnja za vrstu danas su onečišćenje mora i rijeka, izgradnja brana te kanaliziranje rijeka.
Smatra se da je brojno stanje vrste u prirodi oko 10.000 jedinki podvrste A.o.oxyrinchus, te oko 8.000 jedinki podvrste A.o.desotoi. Osim tih brojki, postoji još i veliki broj riba uzgajanih u ribnjacima.